# Alfa Romeo GTV

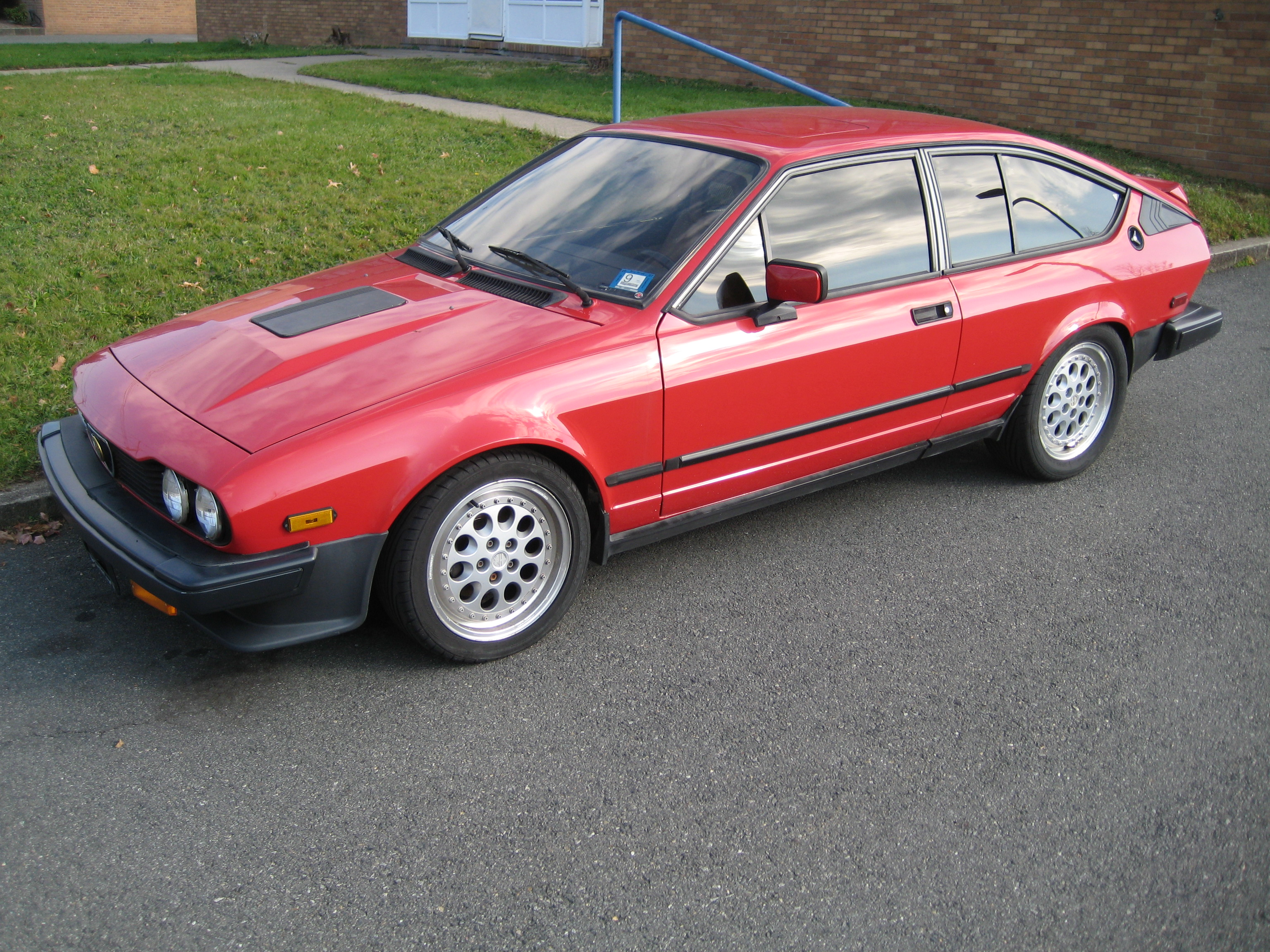
Alfa Romeo GTV6

Alfa Romeo GTV je sportovní kupé vyráběné firmou Alfa Romeo. První generace vznikla v roce 1974 na bázi vozu Alfa Romeo Alfetta, druhá byla uvedena do výroby po dlouhé pauze na podzim 1994 společně s novým vozem Alfa Romeo Spider a vyráběna až do roku 2005.

## Alfa Romeo GTV6
Alfa Romeo GTV6 měla dvoudveřovou karoserii typu kupé a pohon zadních kol. Výroba probíhala v letech 1980 až 1987. Celkem bylo vyrobeno 22 381 těchto vozidel. Motor, podélně uložený, vodou chlazený vidlicový šestiválec do V s objemem 2,5 l a výkonem 160 koní při 6000/min. Motor se vyznačuje unikátním až legendárním zvukovým projevem, pod jehož vývojem je podepsaný italský motorář Giuseppe Busso. Za celkovým designem vozu pak stojí Giorgetto Giugiaro a studio Centro Stile Alfa Romeo.